# Mammillaria schwarzii
Mammillaria schwarzii là một loài thực vật có hoa trong họ Cactaceae. Loài này được Shurly mô tả khoa học đầu tiên năm 1949.

## Hình ảnh

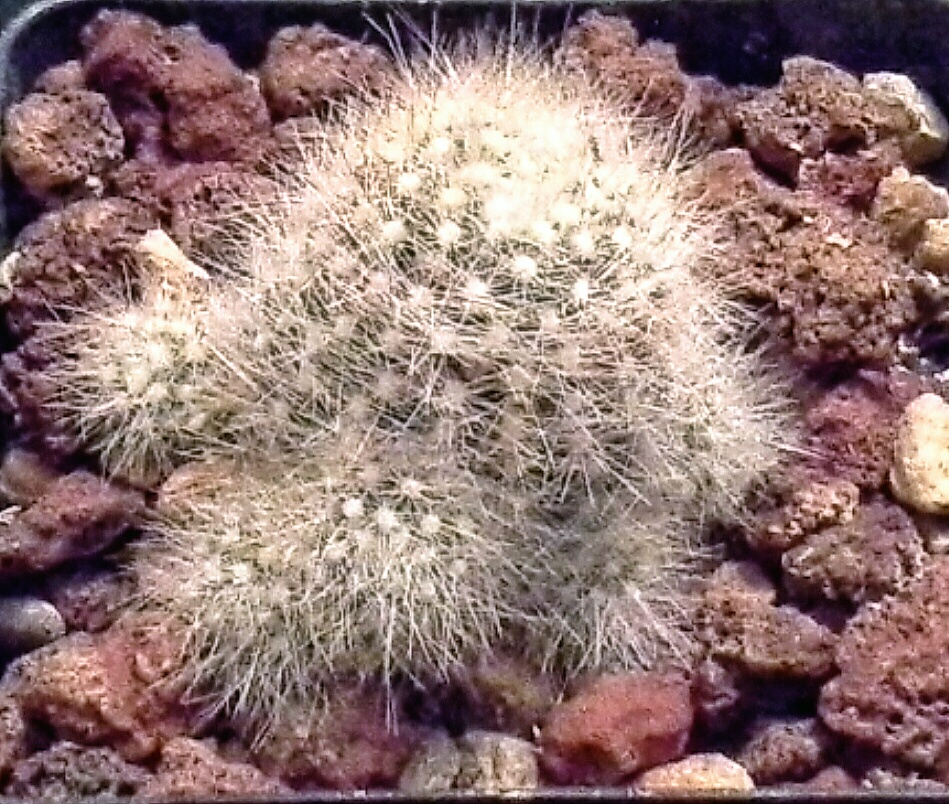